# André Hercule de Fleury
André Hercule de Fleury (Lodève, 28 de junio de 1653 - Issy-les-Moulineaux, 26 de enero de 1743) fue un prelado católico francés que sirvió como obispo de Fréjus, así como preceptor y más tarde consejero y ministro de Estado de Luis XV (1726-1743).  Fue creado cardenal en 1726 por el papa Benedicto XIII. Fleury nunca asumió el título de ministro principal, pero de hecho era el ministro principal del reino. Gobernando con mano de hierro, autorizó la continuación de la codificación del derecho civil que había comenzado bajo Luis XIV y la institución de reformas fiscales que permitieron que las finanzas francesas se recuperaran de las costosas guerras de Luis XIV.

## Biografía
André de Fleury fue hijo de Jean de Fleury, señor de Dio y recaudador de diezmos, miembro de la pequeña nobleza languedociana. Fue ordenado sacerdote en 1674. Emprendió sus estudios de teología rápidamente y, en 1676, obtuvo la licenciatura. Nombrado canónigo de Montpellier, fue designado, debido a la protección del cardenal Bonzi, capellán de la reina y, en 1699, le fue adjudicada la diócesis de Fréjus.
En abril de 1716, el duque de Orleans, regente del reino, le nombró preceptor del joven Luis XV, de acuerdo con el décimo codicilio del testamento de Luis XIV. En 1717, el regente, le concedió el derecho, extraordinario, de desplazarse utilizando la carroza real. Ese mismo año fue elegido miembro de la Academia francesa. En 1722, en el momento de la consagración del rey, ofició como Par eclesiástico. En 1726, fue llamado por Luis XV, que confiaba en él y le profesaba gran afecto, para sustituir al Príncipe de Condé. «M. de Fréjus» como se le llamaba, pasó a ser primer ministro de hecho—nunca fue nombrado oficialmente, por el hecho de que, un ministro principal oficial, tenía que manejar una gran cantidad de documentos oficiales, y Fleury era ya demasiado viejo y de débil constitución física. Ese mismo año, en septiembre, y a petición del rey, fue nombrado cardenal.
El cardenal de Fleury gobernó con prudencia y sagacidad: en el interior, restableció los presupuestos del Estado, estabilizó la moneda, retomó la política de Colbert, pacifícó, en la medida de sus posibilidades, el problema jansenista, aunque no pudo evitar el aumento de la oposición parlamentaria. Su política exterior se distinguió por la búsqueda de la paz y la estabilización europea. Involucrado por el rey en la Guerra de Sucesión de Polonia, la concluyó rápidamente por medio del tratado de Viena en 1738. Se distinguió, asimismo, por la moderación, contrariamente a los cardenales Richelieu y Mazarino, no amasó una inmensa fortuna. Sus emolumentos comandatarios los distribuía en limosnas, y vivía de su sueldo como ministro (20.000 libras). Su terquedad a la hora de conservar su poder hasta su muerte le valió el apodo de «Su Eternidad».
Los principales logros de Fleury se dieron en el ámbito de la política exterior. Inicialmente, estableció una estrecha relación de trabajo con el primer ministro británico, Robert Walpole, y se esforzó por reducir las crecientes tensiones entre Gran Bretaña y España. Como resultado de sus esfuerzos, se evitó que las hostilidades que estallaron entre España y Gran Bretaña se convirtieran en un conflicto europeo. Sin embargo, después de 1731, Fleury intentó socavar la influencia británica en el continente y reconciliar a Francia con Austria. Sus planes se vieron temporalmente frustrados en 1733, cuando Rusia, aliada de Austria, impidió por la fuerza que el suegro de Luis XV, Estanislao I Leszczyński, reclamara el trono polaco. El partido de guerra obligó a Fleury a apoyar a Leszczyński en la consiguiente Guerra de sucesión de Polonia (1733-1738) contra Austria y Rusia. Aunque fuerzas francesas ocuparon Lorena, Fleury limitó el alcance del conflicto asegurando la neutralidad británica y restringiendo las operaciones militares francesas en Alemania e Italia. En 1738, Fleury firmó un tratado de paz por el que Leszczyński renunciaba a sus pretensiones al trono polaco y aceptaba en su lugar la corona de Lorena. (De conformidad con este acuerdo, Lorena sería anexada a Francia tras la muerte de Leszczyński en 1766.) Las maniobras diplomáticas de Fleury aseguraron relaciones más estrechas entre Francia y Austria y rompieron el dominio británico en los asuntos del continente.
Sin embargo, en 1740 la estabilidad de Austria—y la paz de Europa—se vio amenazada por la muerte del emperador Carlos VI del Sacro Imperio Romano Germánico. Fleury reconoció la sucesión de la hija de Carlos, María Teresa, a los dominios austríacos, pero trató de asegurar la elección de un cliente francés, Carlos Alberto, príncipe elector de Baviera (posteriormente emperador del Sacro Imperio Romano Germánico entre 1742 y 1745), para el trono imperial. Sin embargo, el cardenal era ya demasiado viejo y débil para librar una lucha vigorosa contra el partido belicista, que había caído bajo el control del mariscal Charles-Louis duque de Belle-Isle. Desautorizando a Fleury, Belle-Isle forjó una alianza con Prusia en 1741 y entró en la guerra contra Austria (Guerra de sucesión austriaca, 1740-1748). Cuando Fleury murió a principios de 1743, era evidente que Francia podía ganar poco del conflicto.
El mandato de Fleury fue la parte más feliz del reinado de Luis XV. Para Marie-Nicolas Bouillet, honesta, desinteresada, sencilla y sin fastos, Fleury tenía las cualidades que les faltan, sobre todo, a los ministros. Fue elegido miembro de la Academia Francesa en 1717, de las Ciencias en 1721, de la Academia de las inscripciones y lenguas antiguas en 1725, y ostentaba los títulos de director de la Sorbona y superior de la Casa de Navarra.